# Microlicia balsamifera
Microlicia balsamifera är en tvåhjärtbladig växtart som först beskrevs av Dc., och fick sitt nu gällande namn av Carl Friedrich Philipp von Martius. Microlicia balsamifera ingår i släktet Microlicia och familjen Melastomataceae. Inga underarter finns listade i Catalogue of Life.